# 전수일

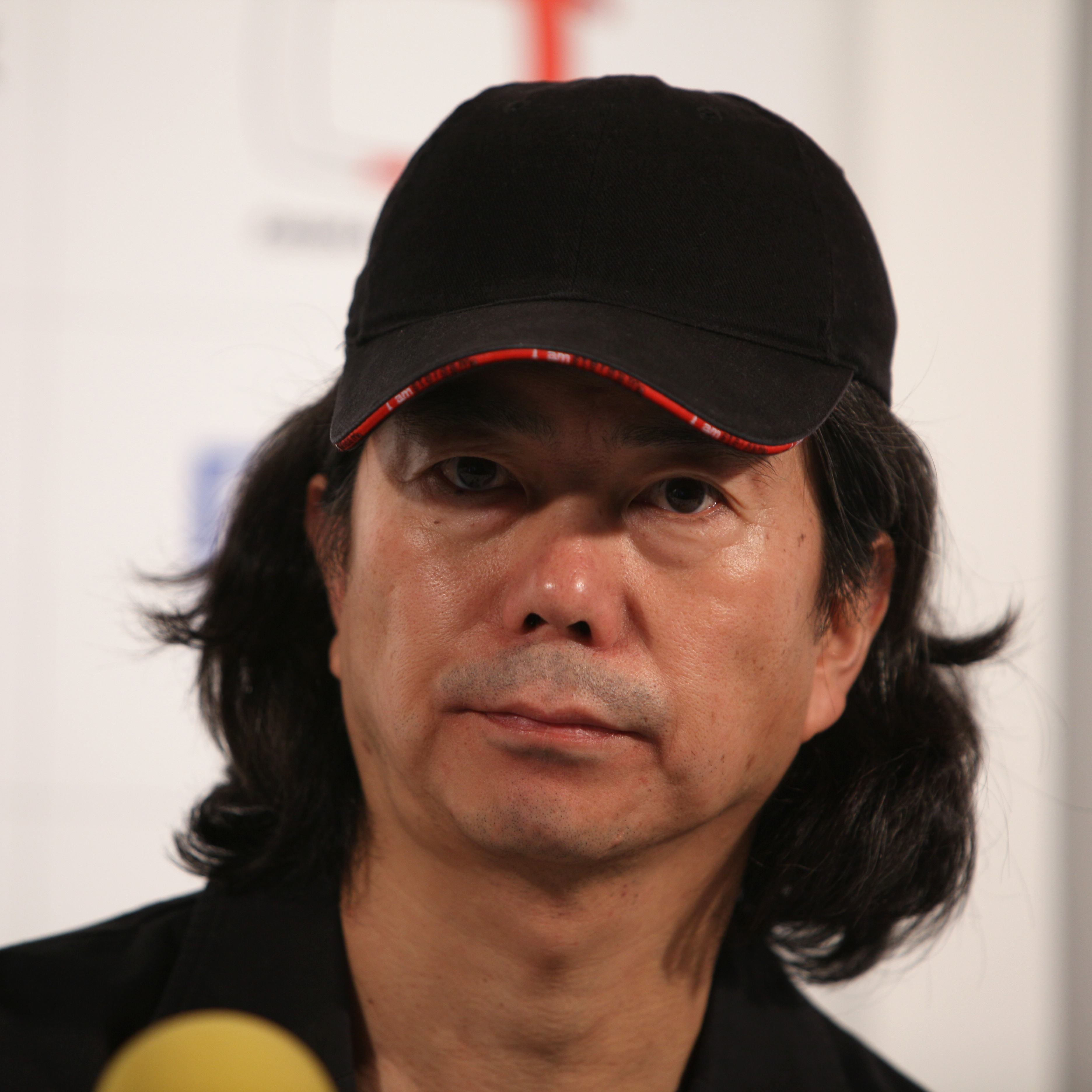

전수일(全秀一, 1959년 9월 25일 ~ )은 대한민국의 영화 감독, 영화 프로듀서, 각본가이다. 부산광역시 경성대학교 영화부를 졸업한 이후 1988년부터 1992년 사이 프랑스의 E.S.R.A의 영화감독을 공부했다.

## 참여 작품
- 파리의 한국남자
- 핑크 (2011년 영화)
- 영도다리 (영화)
- 나는 나를 파괴할 권리가 있다
- 내 안에 우는 바람

## 같이 보기
- 한국의 영화 감독 목록